# Митрополит захумско-херцеговачки Леонтије
Леонтије Радуловић (Туље, 1835 — 12. октобар 1888) је био митрополит херцеговачко-захумски 1888. године.

## Биографија
Рођен је у селу Туље у Попову пољу у српској породици Радуловић 1835. године, крштен је под именом Лука. Школу је учио код свог ујака Јоаникија Памучине у Мостару 1844-49, а потом у манастиру Дужима. Започео је богословију у Београду, али је морао због болести напустити.
Замонашио се 1856. године под именом Леонтије и исте године рукоположен је за јерођакона и јеромонаха. У току устанка Срба у Херцеговини под вођством Луке Вукаловића био му је писар, а кад је Лука дошао у сукоб са Цетињским двором, Леонтије је тада отишао у Дубровник, а затим је у Задру допунио своје школовање. После смиривања Херцеговачког устанка постао је парох у Мостару, али је ухапшен 1870. од турских власти и послан у заточеништво у Африку. У заробљеништву дугом шест година био је заједно са архимандритом Серафимом Перовићем, каснијим митрополитом. Када се вратио из заточеништва 1876. године, пребегао је у Дубровник и остао тамо три године. У Мостар се вратио 1879. и постао архимандрит и секретар митрополита Игњатија, али је 1882. године поново ухапшен, овога пута од аустријских власти.
За митрополита херцеговачко-захумског изабран је 16. фебруара 1888. и посвећен 1. маја 1888. године у Мостару. Посветили су митрополит дабробосански Георгије Николајевић, зворнички Дионисије и умировљени бивши митрополит херцеговачки Игњатије. Претходни митрополит Игњатије био је пореклом Грк, пензионисан је 15. фебруара 1888. и отпутовао из Мостара за Цариград 2. маја 1888. О митрополиту Леонтију биограф је записао „Цео живот му је био пун борбе, немира и напора, који су му, врло рано, скршили здравље, које после никада није могао опоравити“ Умро је од туберкулозе 12. октобра 1888. и сахрањен у Саборној цркви у Мостару. Опело је извршио митрополит дабробосански Георгије Николајевић. Приликом постављења новог митрополита, „Дабро-босански гласник“ је на насловној страни написао „Након толико туге и жалости за преминулим, општељубљеним и непрежаљеним нашим пастиром Леонтијем Радуловићем, дочекасмо...“
У Саборној цркви у Мостару над његовим гробом је стајао споменик са натписом:
     „Стопама мученика за вјеру и слободу

   Ступаше храбром душом прегорев земна блага

   Спасење и блаженство искаше Српском роду

   Голготу за се прими, она му бјеше драга.

   Патничком праху спомен, а вјечност својој души

   Сљедбеник Спаса стече и ово хладно стијење

   Строшиће љуто вријеме, ал' Српство док устраје

   Његово име свијетло славиће Васкрсење

        БЛАГОДАРНА ХЕРЦЕГОВИНА“
Саборна црква у Мостару је минирана 1992. године. Њена обнова почела 2009. године, приликом припрема есхумиран је гроб митрополита Леонтија у петак 13. новембра 2009. Тада је утврђено да је тело митрополита Леонтија у потпуности сачувано као нетрулежно и са почастима је пренето у стару цркву Рођења Пресвете Богородице где ће почивати док се не обнови Саборни храм.